# Цилиба
Цилиба — деревня в Ленском районе Архангельской области. Входит в состав Козьминского сельского поселения.

## География
Находится в юго-восточной части Архангельской области на расстоянии приблизительно 8 км на юго-юго-восток по прямой от села Лена, на левобережье Вычегды.

## История
В 1710 году отмечалась как погост Цылиб с 5 дворами. В 1859 году здесь (поселение Яренского уезда Вологодской губернии) было учтено 12 дворов.

## Памятники
В деревне находится охраняемый памятник истории и культуры Архангельской области — Христорождественская церковь (1710 год), не используется.

## Население
Численность населения: 62 человека (1859 год), 0 как в 2002 году, так и в 2010.